# Benedikt IV.
Benedikt IV. († August 903 in Rom) war Papst von 900 bis 903.
Er stand auf der Seite des 896 verstorbenen Papstes Formosus und wurde in Kämpfe römischer Adelsfamilien verwickelt. Wie sein Vorgänger Johannes IX. bestätigte er die Rechtmäßigkeit des Pontifikats des Formosus. Benedikt IV. krönte im Februar 901 den König der Langobarden, Ludwig von Niederburgund, zum römischen Kaiser, der jedoch schon 902 seinem Gegner Berengar I. unterlag.
Benedikt IV. starb im August 903 in Rom.